# Ben Passmore
Ben Passmore (né en 1983) est un dessinateur de bandes dessinées et un caricaturiste politique américain.

## Jeunesse et formation
Né en 1983 et élevé à Great Barrington dans le Massachusetts, Passmore s'inscrit au Savannah College of Art and Design, où il se spécialise en bande dessinée avec une mineure en illustration.

## Carrière
Les œuvres de Passmore, allant du fantastique à l'autobiographique, offrent un commentaire social sur la politique, l'activisme, la suprématie blanche, les États-Unis, le sport et l'expérience des Noirs américains. Il contribue fréquemment à la publication de bandes dessinées dans The Nib. Son livre, Your Black Friend, est d'abord auto-publié en 2016, puis réédité par Silver Sprocket en 2018. Il s'agit d'une collection de courtes esquisses sur les aventures d'un homme noir dans un monde de blancs. Your Black Friend tire son inspiration de Peau noire, masques blancs, le livre de Frantz Fanon de 1952 sur l'impact du racisme. Ce livre est parfois comparé à la bande dessinée Jimbo de Gary Panter. Il remporte un prix Ignatz 2017, et il reçoit une nomination au prix Eisner de cette année dans la catégorie meilleure bande dessinée en un volume. Il figure sur la liste de NPR des 100 meilleures bandes dessinées et romans graphiques. L’œuvre est aussi adaptée en court métrage d'animation.

## Œuvre
- Sports is Hell, publié par Koyama Press en février 2020. Le livre est une satire sur l'éclatement d'une révolution violente pendant le Super Bowl[10], et utilise le football pour explorer les thèmes du racisme, de la résistance, de la suprématie blanche, de l'alliance, de l'identité et de l'aliénation[11]. Il remporte le prix Eisner du meilleur One Shot en 2021[12]. Le livre est classé dans la liste des 100 meilleures bandes dessinées de la décennie créée par The Beat[13].
- BTTM FDRS, publié avec Ezra Claytan Daniels en février 2019 par Fantagraphics Books. L'éditeur décrit le livre comme une « comédie d'horreur afrofuturiste sur la gentrification, le hip-hop et l'appropriation culturelle »[14].
- DAYGLOAYHOLE a été écrit alors que Passmore vivait à La Nouvelle-Orléans. Il s'agit d'une web-série trimestrielle publiée en 2017 et 2018 par Silver Sprocket Bicycle Club. Elle suit suit les aventures de deux personnages, dont Passmore lui-même, errant dans une Nouvelle-Orléans post-apocalyptique[2]. Il a été nommé pour un prix Ignatz Outstanding Series Award en 2019[15].